# Melody Day
Melody Day (Hangul: 멜로디 데이) er en sydkoreansk pigegruppe dannet i 2012 af Cre.ker Entertainment (tidligere kendt som Viewga Entertainment). Gruppen debuterede officielt med deres singlealbum Another Parting i februar 2014 og med tre medlemmer: Yeoeun, Chahee og Yein. Det fjerde medlem, Yoomin blev tilføjet til gruppen i oktober 2014.

## Historie

### 2012-13: For-debut
Melody Day startede deres karriere som en trio i 2012, med lydspor til dramaer som Bridal Mask, Cheongdam-dong Alice, Missing You, My Daughter Seo-young, The King of Dramas, I Can Hear Your Voice, Master's Sun og Pretty Man. Den 26. juni 2013 udgav de ballade-sporet "Loving Alone" som en del af single-albummet New Wave Studio Rookie, Vol. 1.

### 2014-16: Debut med "Another Parting", nyt medlem Yoomin og yderligere udgivelser
Melody Day debuterede officielt med single albummet Another Parting den 25. februar 2014 med titelsporet med samme navn. Dens musikvideo fremhævede skuespillerne Seo In-guk og Wang Ji-won. Gruppens debutmusikoptræden var på KBSs Music Bank den 28. februar. Senere samme år medvirkede Melody Day på digitale singler 2 AMs Changmin og CNBLUEs Lee Jong-hyun, "The Very Last First" (21. maj)  og "To Tell You The Truth" (14. august) . De medvirkede også på det originale soundtrack til dramaet Fated to Love You med singlen "You're My Everything", en genindspilning af Jeff Bernats "Be The One".
I oktober introducerede Melody Day et nyt medlem, Yoomin.  Gruppen udgav deres første sang som en kvartet, "Listen to My Heart", til dramaet Naeils Cantabile.  Den 12. december udgav Melody Day deres første digitale single "Anxious" med deltagelse af Mad Clown. 
Melody Days andet single album #LoveMe blev udgivet den 9. juni 2015. Fire måneder senere, den 7. oktober, udgav de deres tredje single-album Speed Up, med musikvideoen til titelsporet med samme navn med GOT7s Jinyoung. Den 28. december udgav Melody Day deres anden digitale single "When It Rains" med VIXXs rapper, Ravi.  Melody Day udgav deres første udvidede plade Color og dets titelspor med samme navn den 1. juli 2016.  I december 2016 indspillede Melody Day den originale soundtrack sang "Beautiful Day" til webdrama First Seven Kisses.

### 2017-nutid:Kiss on the Lips
Melody Day udgav deres tredje digitale single "You Seem Busy" med BtoBs hovedrapper, Ilhoon, den 24. januar 2017. Sangen blev produceret af Polar Bear, og dens tekster blev skrevet af JQ og Ilhoon.  Den 8. februar meddelte Cre.Ker Entertainment, at Melody Day planlagde at udgive deres andet mini-album, Kiss On The Lips og dets titelspor med samme navn, den 15. februar 2017.  Den 25. september bekræftede Cre.Ker Entertainment, at Yeoeun, Yoomin og Chahee deltager i KBS Idol Rebooting Show The Unit. 

## Medlemmer
- Yeoeun (Hangul: 여은) — leder, main vocal.[17]
- Yoomin (유민) — sub vocal, main rapper.[17]
- Yein (예인) — lead vocal.[17]
- Chahee (차희) — sub vocal.[17]

## Diskografi

### Album
| Albuminformation                                          | Topplacering            |
| Albuminformation                                          | Sydkorea · (Gaon Chart) |
| --------------------------------------------------------- | ----------------------- |
| Another Parting (Singelalbum) - Udgivet: 25. februar 2014 | 30                      |
| #LoveMe (Singelalbum) - Udgivet: 9. juni 2015             | 14                      |
| Speed Up (Singelalbum) - Udgivet: 7. oktober 2015         | 18                      |
| Color (EP-skiva) - Udgivet: 1. juli 2016                  | 24                      |
| Kiss on the Lips (EP-skiva) - Udgivet: 15. februar 2017   | 22                      |

### Singler
| År   | Titel              | Topplacering            |
| År   | Titel              | Sydkorea · (Gaon Chart) |
| ---- | ------------------ | ----------------------- |
| 2013 | "Love Alone"       | 87                      |
| 2014 | "Another Parting"  | —                       |
| 2014 | "Anxious"          | 33                      |
| 2015 | "#LoveMe"          | —                       |
| 2015 | "Speed Up"         | —                       |
| 2015 | "When It Rains"    | 41                      |
| 2016 | "Color"            | —                       |
| 2017 | "You Seem Busy"    | —                       |
| 2017 | "Kiss on the Lips" | —                       |